# Calea ferată București–Giurgiu Nord–Giurgiu
Calea ferată București–Giurgiu Nord–Giurgiu este o cale ferată principală în România. Ea pornește din capitala București, în direcția sud, spre Dunăre și ajunge în orașul Giurgiu situat la granița cu Bulgaria.

## Istoric

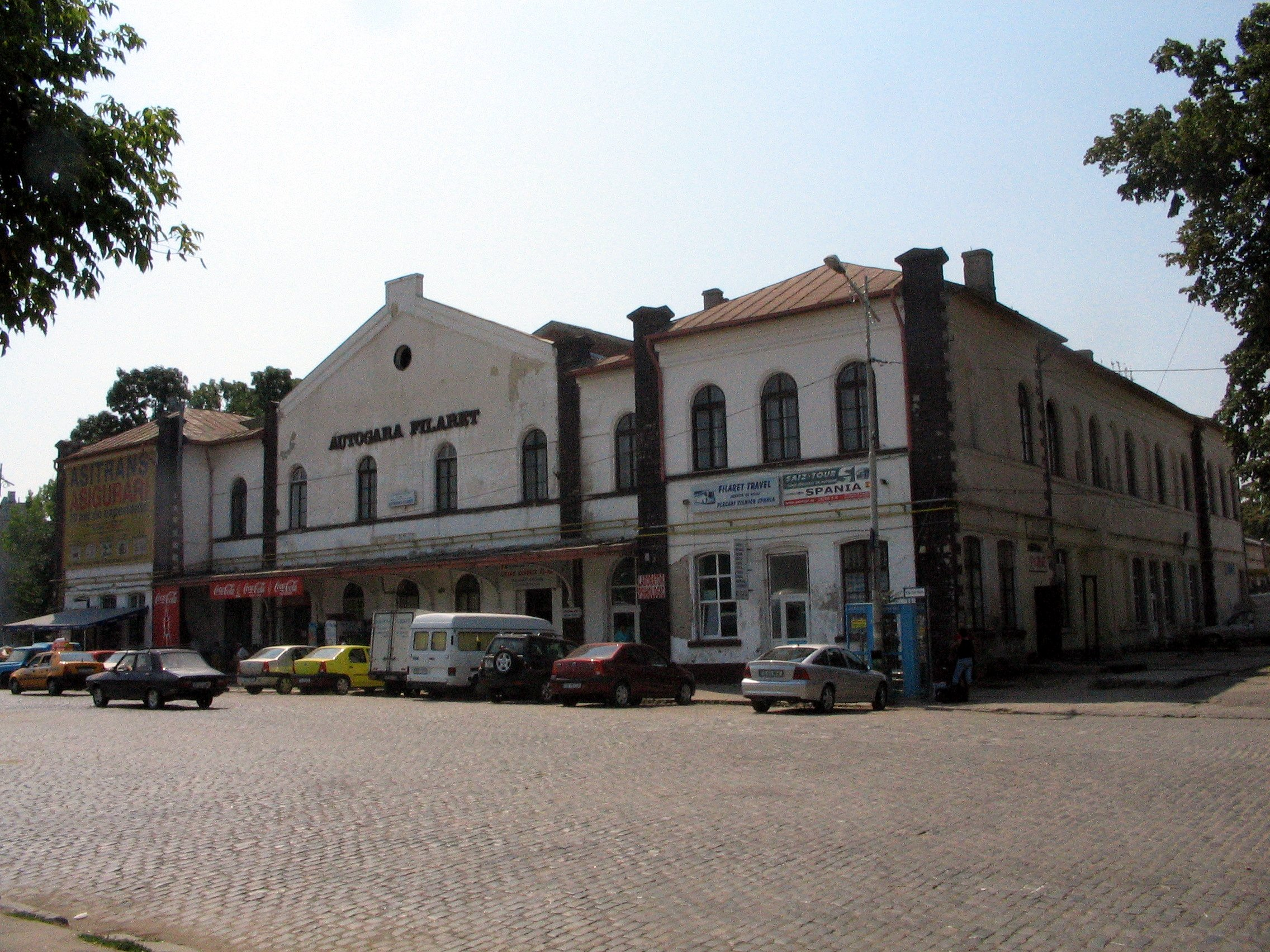
Fosta gară București-Filaret

În anul 1866 guvernul român a semnat un contract cu compania engleză „John Trevor Barclay & John Staniforth“ pentru construcția unei căi ferate din capitala București spre portul dunărean Giurgiu.
Calea ferată a fost pusă în funcțiune la 19/31 octombrie 1869, ea fiind prima cale ferată de pe teritoriul de atunci al României. Traseul începea din București de la Gara Filaret, care este cea mai veche gară din capitala României.

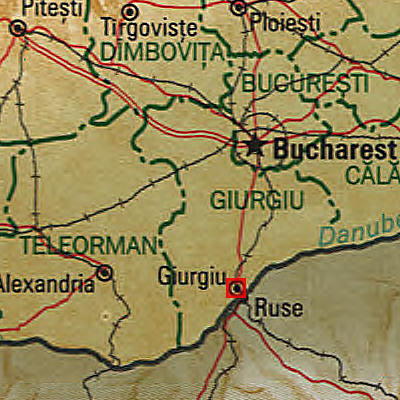
București-Giugiu

Ceremonia de investire a avut loc în prezența prim-ministrului. Din Gara Filaret au plecat două garnituri spre Giurgiu; prima, denumită "Trenul de onoare Michaiu Bravu", a fost condusă de sir John Trevor Barklay, și a doua, "Trenul Dunărea", a fost condusă de Nicolae Tănase, primul mecanic de locomotivă român. Vagoanele scurte (7-8 metri), aveau 3-5 compartimente cu uși care dădeau direct afară și erau iluminate cu ulei de rapiță. Instalațiile sanitare și de încălzire lipseau.
Această legătură feroviară avea o importanță, în principal, pentru transporturile de marfă, deoarece permitea transportul de produse agricole din interiorul țării către Dunăre și mai departe spre Marea Neagră. Pe de altă parte, ea a servit la aprovizionarea capitalei românești cu produse finite importate. Principele Carol I al României a susținut construirea rapidă a unui pod peste Dunăre, pentru a realiza o legătură prin orașul Ruse (actualmente în Bulgaria) către Constantinopol; România se afla încă sub suzeranitatea Imperiului Otoman. Totuși, din cauza interesului scăzut pentru acest proiect, planurile începute în 1870 au fost în curând abandonate. Noua reorganizare a Europei de Sud-Est stabilită la Congresul de la Berlin (1878) a dus la abandonarea proiectului pe o lungă perioadă de timp.
După al Doilea Război Mondial guvernele român și bulgar au plănuit din nou să construiască un pod peste Dunăre, între Giurgiu și Ruse. Cu ajutor sovietic lucrările de construcție au început în 1952 și au fost finalizate la 20 iunie 1954. De atunci, a devenit posibilă o legătură feroviară între România și Bulgaria, pe Podul Prieteniei Giurgiu-Ruse.
În anul 1960 Gara Filaret a fost închisă și transformată în autogară. Trenurile personale spre Giurgiu au început să plece din Gara din suburbia Progresu, iar trenurile accelerate din Gara de Nord.

## Situație actuală
Calea ferată București–Giurgiu Nord–Giurgiu nu este electrificată.
Din cauza săpăturilor făcute la piciorul podului pentru extragerea de nisip, în timpul inundațiilor din 13 august 2005, s-a prăbușit podul peste râul Argeș de la Grădiștea, cel mai vechi pod de cale ferată din Vechiul Regat. De atunci legătura feroviară a fost întreruptă. Din 2016 au început procedurile de reconstrucție a podului, circulația fiind redeschisă la 1 iunie 2024,cu automotoare.
În noiembrie 2020 a fost atribuită către Porr Construct licitația pentru modernizarea lot 1 a liniei de cale ferată București Nord -Jilava - Giurgiu Nord - Frontieră: Redeschiderea circulației feroviare pe pod peste râul Argeș, între Vidra și Comana.
Aceste lucrări prevăd:
- proiectarea și execuția lucrărilor de modernizare, în conformitate cu legislația și reglementările tehnice în vigoare, între Vidra și Comana (inclusiv stația Comana), de la km 18+180 (capătul Y al stației Vidra), până la km 30+200 (capătul Y al stației Comana) și podurile de cale ferată:

- pod CF km 23+607 peste râul Argeș, între Haltele Vidra și Grădiștea, care asigură supratraversarea căii ferate peste râul Argeș
- zona râului Argeș, traversarea va fi asigurată printr-o suprastructură de cale simplă, tip grindă cu zăbrele, cu deschideri de 70m+145m+70m, cuvă de balast. Pe malul stâng al Argeșului (direcția Bucuresti) se vor executa viaducte de acces cu 8 deschideri de 30 m, iar pe malul drept (direcția Giurgiu) se vor executa viaducte de acces cu 23 deschideri de 30 m și 3 deschideri de 33 m
- pod km 18+265 peste râul Sabar. Noul tablier va avea deschiderea de 45 m
- pod km 18+402 peste râul Sabar. Noul tablier va avea deschiderea de 45 m
- pod km 28+375 peste râul Neajlov. Noul tablier va avea deschiderea de 70 m.
Lotul 2: ’’Modernizarea infrastructurii de cale ferată între stațiile CF București Nord - Giurgiu Nord - Giurgiu Nord Frontieră” – se află în etapa definitivării Studiului de Fezabilitate Final și a documentației privind obținerea Acordului de Mediu.

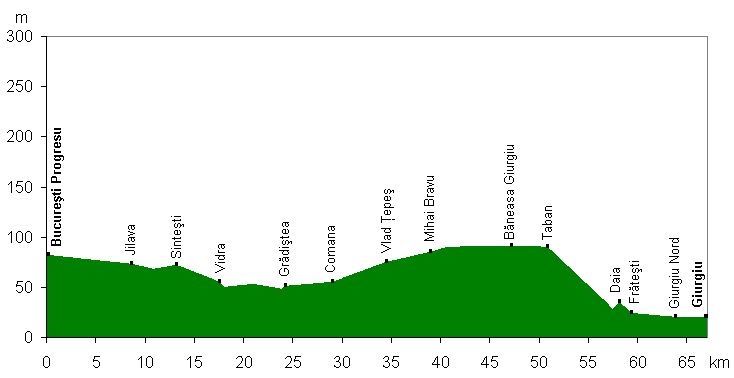
Profilul la înălțime al căii ferate

## Importanța căii ferate București-Giurgiu pentru Europa
Podul prăbușit de la Grădiștea a perturbat și traficul feroviar internațional, deoarece linia care leagă municipiul București de orașul port-Giurgiu și de frontiera cu Bulgaria este parte a Coridorului 9 feroviar pan-european care leagă Grecia și Bulgaria de Țările Baltice.

## Legături externe
- CFR SA demarează licitație pentru modernizarea Lotului 1 al liniei de cale ferată București Nord-Jilava-Giurgiu-Nord Frontieră
- Se împlinesc 150 de ani de la deschiderea primei căi ferate din Principatele Române. În prezent călătoria București-Giurgiu este lungă pentru că podul de la Grădiștea rămâne nerefăcut